# Volley Ball Club Mondovì 2019-2020
Questa voce raccoglie le informazioni riguardanti il Volley Ball Club Mondovì nelle competizioni ufficiali della stagione 2019-2020.

## Stagione
La stagione 2019-20 è per il Volley Ball Club Mondovì, con il nome sponsorizzato di Synergy Mondovì, l'ottava, la quinta consecutiva, in Serie A2. Viene confermato l'allenatore Marco Fenoglio, sostituito poi a stagione in corso momentaneamente dal secondo Emanuele Negro e poi da Mario Barbiero. Rispetto all'annata precedente vengono confermati alcuni giocatori come Luca Borgogno e Jernej Terpin: tra i nuovi acquisti quelli di Gianluca Loglisci e Filippo Pochini, mentre tra le cessioni quelle di Michele Morelli e Matteo Pistolesi.
Il campionato si apre con nove sconfitte consecutive: i primi due successi, consecutivi, arrivano nelle ultime due giornate del girone d'andata, portando il club di Mondovì all'undicesimo posto in classifica, non utile per qualificarsi alla Coppa Italia di Serie A2/A3. Il girone di ritorno comincia con vittorie di fila e, dopo due stop, la formazione piemontese, riprende a vincere tutte le gare disputate, fino a che, dopo la ventesima giornata, il campionato viene prima sospeso e poi definitivamente interrotto a causa del diffondersi in Italia della pandemia di COVID-19: al momento dell'interruzione la squadra stazionava al decimo posto in classifica.

## Organigramma societario
Area direttiva
- Presidente: Giancarlo Augustoni
- Vicepresidente: Ivo Peyra
- Direttore generale: Marco Pistolesi (fino al 15 novembre 2019)

Area organizzativa
- Direttore sportivo: Davide Manassero (fino al 31 ottobre 2019), Andrea Fia (dal 1º novembre 2019)
- Logistica palasport: Mauro Bongioanni

Area tecnica
- Allenatore: Marco Fenoglio (fino al 26 novembre 2019), Emanuele Negro (dal 27 novembre al 3 dicembre 2019), Mario Barbiero (dal 29 novembre 2019)
- Allenatore in seconda: Emanuele Negro
- Scout man: Andrea Ballario
- Responsabile settore giovanile: Brunello Prette

Area comunicazione
- Ufficio stampa: Mattia Bertolino
- Fotografo: Elena Merlino

Area sanitaria
- Fisioterapista: Elena Ambrogio

## Rosa
| N° | Nome              | Ruolo | Data di nascita   | Nazionalità sportiva |
| -- | ----------------- | ----- | ----------------- | -------------------- |
| 1  | Martins Arasomwan | C     | 1º gennaio 1995   | Italia               |
| 2  | Mattia Milano     | P     | 2 febbraio 1996   | Italia               |
| 4  | Gianluca Loglisci | S     | 11 settembre 1998 | Italia               |
| 5  | Alessio Ristani   | O     | 29 aprile 2000    | Italia               |
| 5  | Stefano Bartoli   | O     | 1º marzo 1995     | Italia               |
| 6  | Daniele Buzzi     | C     | 10 luglio 2000    | Italia               |
| 9  | Matteo Pistolesi  | P     | 14 marzo 1995     | Italia               |
| 9  | Lorenzo Piazza    | P     | 3 ottobre 1992    | Italia               |
| 10 | Jernej Terpin     | S     | 21 giugno 1996    | Italia               |
| 11 | Venelin Kadănkov  | O     | 31 agosto 1987    | Bulgaria             |
| 12 | Omar Biglino      | C     | 9 agosto 1995     | Italia               |
| 12 | Dimitar Dulchev   | O     | 2 dicembre 1996   | Bulgaria             |
| 13 | Filippo Pochini   | L     | 13 novembre 1989  | Italia               |
| 14 | Marco Garelli     | S     | 20 ottobre 1998   | Italia               |
| 15 | Luca Borgogno     | S     | 27 aprile 1993    | Italia               |
| 18 | Luca Presta       | C     | 6 dicembre 1995   | Italia               |
| 18 | Davide Esposito   | C     | 25 agosto 1995    | Italia               |

## Mercato
| Acquisti | Acquisti          | Acquisti            | Acquisti   |
| R.       | Nome              | da                  | Modalità   |
| -------- | ----------------- | ------------------- | ---------- |
| C        | Martins Arasomwan | Libertas Brianza    | definitivo |
| O        | Stefano Bartoli   | Aduna Padova        | definitivo |
| O        | Dimitar Dulchev   | Nea Salamis         | definitivo |
| C        | Davide Esposito   | New Mater           | definitivo |
| O        | Venelin Kadănkov  | Rinascita Lagonegro | definitivo |
| S        | Gianluca Loglisci | Massa               | definitivo |
| P        | Mattia Milano     | Arti e Mestieri     | definitivo |
| P        | Lorenzo Piazza    | Team Club           | definitivo |
| L        | Filippo Pochini   | Massa               | definitivo |
| C        | Luca Presta       | Callipo             | definitivo |
| O        | Alessio Ristani   | Leverano            | definitivo |

| Cessioni | Cessioni               | Cessioni           | Cessioni   |
| R.       | Nome                   | a                  | Modalità   |
| -------- | ---------------------- | ------------------ | ---------- |
| C        | Omar Biglino           | Sir Safety Perugia | definitivo |
| S        | Emanuele Bosio         | Sant'Anna          | definitivo |
| L        | Pasquale Fusco         | Olimpia Bergamo    | definitivo |
| O        | Venelin Kadănkov       | ?                  | definitivo |
| S        | Kristo Kollo           | Arcada Galați      | definitivo |
| O        | Michele Morelli        | New Mater          | definitivo |
| P        | Matteo Pistolesi       | You Energy         | definitivo |
| C        | Luca Presta            | New Mater          | definitivo |
| O        | Alessio Ristani        | Sabaudia           | definitivo |
| P        | Luca Spagnuolo De Vito | AVS                | definitivo |
| L        | Damiano Spiga          | ?                  | definitivo |
| C        | Henri Treial           | Saaremaa           | definitivo |

## Risultati

### Serie A2

#### Girone di andata
| 1ª giornata - 20 ottobre 2019 Palasport Comunale, Ortona     | Impavida Ortona     | 3 - 1 | Mondovì          | 25-18, 25-21, 22-25, 25-20        |
| 2ª giornata - 27 ottobre 2019 PalaManera, Mondovì            | Mondovì             | 0 - 3 | Lupi Santa Croce | 23-25, 20-25, 23-25               |
| 3ª giornata - 2 novembre 2019 PalaSanFilippo, Brescia        | Atlantide Brescia   | 3 - 1 | Mondovì          | 28-26, 25-27, 25-18, 25-20        |
| 4ª giornata - 10 novembre 2019 PalaManera, Mondovì           | Mondovì             | 2 - 3 | Peimar           | 22-25, 22-25, 29-27, 25-23, 11-15 |
| 5ª giornata - 17 novembre 2019 PalaGrotte, Castellana Grotte | New Mater           | 3 - 1 | Mondovì          | 25-22, 26-24, 26-28, 25-20        |
| 6ª giornata - 18 dicembre 2019 PalaManera, Mondovì           | Mondovì             | 2 - 3 | Tricolore        | 18-25, 25-19, 25-19, 22-25, 8-15  |
| 7ª giornata - 1º dicembre 2019 PalaAlberti, Lauria           | Rinascita Lagonegro | 3 - 0 | Mondovì          | 25-20, 25-22, 25-20               |
| 8ª giornata - 8 dicembre 2019 PalaGrotte, Castellana Grotte  | Materdomini         | 3 - 2 | Mondovì          | 25-23, 25-21, 21-25, 18-25, 15-7  |
| 9ª giornata - 15 dicembre 2019 PalaManera, Mondovì           | Mondovì             | 0 - 3 | Emma Villas      | 22-25, 19-25, 13-25               |
| 10ª giornata - 21 dicembre 2019 PalaManera, Mondovì          | Mondovì             | 3 - 2 | Olimpia Bergamo  | 15-25, 27-25, 18-25, 27-25, 15-11 |
| 11ª giornata - 26 dicembre 2019 PalaParini, Cantù            | Libertas Brianza    | 1 - 3 | Mondovì          | 17-25, 25-23, 17-25, 23-25        |

#### Girone di ritorno
| 12ª giornata - 5 gennaio 2020 PalaManera, Mondovì                 | Mondovì          | 3 - 1 | Impavida Ortona     | 25-22, 16-25, 31-29, 25-16        |
| 13ª giornata - 12 gennaio 2020 PalaParenti, Santa Croce sull'Arno | Lupi Santa Croce | 2 - 3 | Mondovì             | 25-20, 21-25, 25-21, 25-27, 10-15 |
| 14ª giornata - 18 gennaio 2020 PalaManera, Mondovì                | Mondovì          | 3 - 2 | Atlantide Brescia   | 21-25, 25-19, 22-25, 25-18, 15-11 |
| 15ª giornata - 26 gennaio 2020 PalaParenti, Santa Croce sull'Arno | Peimar           | 3 - 1 | Mondovì             | 25-22, 19-25, 25-23, 25-14        |
| 16ª giornata - 2 febbraio 2020 PalaManera, Mondovì                | Mondovì          | 0 - 3 | New Mater           | 17-25, 21-25, 17-25               |
| 17ª giornata - 9 febbraio 2020 PalaBigi, Reggio Emilia            | Tricolore        | 0 - 3 | Mondovì             | 22-25, 19-25, 20-25               |
| 18ª giornata - 16 febbraio 2020 PalaManera, Mondovì               | Mondovì          | 3 - 0 | Rinascita Lagonegro | 25-22, 25-22, 25-21               |
| 19ª giornata - 1º marzo 2020 PalaManera, Mondovì                  | Mondovì          | -     | Materdomini         | annullata                         |
| 20ª giornata - 8 marzo 2020 PalaMensSana, Siena                   | Emma Villas      | 0 - 3 | Mondovì             | 25-13, 25-18, 25-13               |
| 21ª giornata - 15 marzo 2020 Palazzetto dello sport, Bergamo      | Olimpia Bergamo  | -     | Mondovì             | annullata                         |
| 22ª giornata - 22 marzo 2020 PalaManera, Mondovì                  | Mondovì          | -     | Libertas Brianza    | annullata                         |

## Statistiche

### Statistiche di squadra
| Competizione | Punti | In casa | In casa | In casa | In trasferta | In trasferta | In trasferta | Totale | Totale | Totale |
| Competizione | Punti | G       | V       | P       | G            | V            | P            | G      | V      | P      |
| ------------ | ----- | ------- | ------- | ------- | ------------ | ------------ | ------------ | ------ | ------ | ------ |
| Serie A2     | 21    | 9       | 4       | 5       | 10           | 4            | 6            | 19     | 7      | 12     |
| Totale       | -     | 9       | 4       | 5       | 10           | 4            | 6            | 19     | 7      | 12     |

G = partite giocate; V = partite vinte; P = partite perse

### Statistiche dei giocatori
| Giocatore    | Serie A2 | Serie A2 | Serie A2 | Serie A2 | Serie A2 | Totale | Totale | Totale | Totale | Totale |
| Giocatore    | P        | PT       | AV       | MV       | BV       | P      | PT     | AV     | MV     | BV     |
| ------------ | -------- | -------- | -------- | -------- | -------- | ------ | ------ | ------ | ------ | ------ |
| M. Arasomwan | 14       | 135      | 99       | 29       | 7        | 14     | 135    | 99     | 29     | 7      |
| S. Bartoli   | 1        | 0        | 0        | 0        | 0        | 1      | 0      | 0      | 0      | 0      |
| O. Biglino   | 4        | 44       | 29       | 10       | 5        | 4      | 44     | 29     | 10     | 5      |
| L. Borgogno  | 19       | 312      | 275      | 23       | 14       | 19     | 312    | 275    | 23     | 14     |
| D. Buzzi     | 7        | 6        | 4        | 2        | 0        | 7      | 6      | 4      | 2      | 0      |
| D. Dulchev   | 4        | 10       | 8        | 0        | 2        | 4      | 10     | 8      | 0      | 2      |
| D. Esposito  | 14       | 106      | 77       | 25       | 4        | 14     | 106    | 77     | 25     | 4      |
| M. Garelli   | 11       | 0        | 0        | 0        | 0        | 11     | 0      | 0      | 0      | 0      |
| V. Kadănkov  | 2        | 14       | 13       | 1        | 0        | 2      | 14     | 13     | 1      | 0      |
| G. Loglisci  | 19       | 213      | 180      | 12       | 21       | 19     | 213    | 180    | 12     | 21     |
| M. Milano    | 8        | 2        | 0        | 1        | 1        | 8      | 2      | 0      | 1      | 1      |
| L. Piazza    | 12       | 25       | 17       | 4        | 4        | 12     | 25     | 17     | 4      | 4      |
| M. Pistolesi | 6        | 14       | 7        | 7        | 0        | 6      | 14     | 7      | 7      | 0      |
| F. Pochini   | 18       | 0        | 0        | 0        | 0        | 18     | 0      | 0      | 0      | 0      |
| L. Presta    | 5        | 25       | 15       | 6        | 4        | 5      | 25     | 15     | 6      | 4      |
| A. Ristani   | 4        | 8        | 8        | 0        | 0        | 4      | 8      | 8      | 0      | 0      |
| J. Terpin    | 19       | 272      | 224      | 22       | 26       | 19     | 272    | 224    | 22     | 26     |

P = presenze; PT = punti totali; AV = attacchi vincenti; MV = muri vincenti; BV = battute vincenti